# Кодська сільська рада
Кодська́ сільська рада (рос. Кодской сельский совет) — сільське поселення у складі Шатровського району Курганської області Росії.
Адміністративний центр — село Кодське.
Населення сільського поселення становить 571 особа (2017; 689 у 2010, 1011 у 2002).

## Склад
До складу сільського поселення входять:
| Населений пункт          | Населення, осіб (2002) | Населення, осіб (2010) |
| ------------------------ | ---------------------- | ---------------------- |
| Килман, присілок         | 12                     | 6                      |
| Кодське, село            | 877                    | 601                    |
| Чорне Макарово, присілок | 122                    | 82                     |